# Järfälla församling

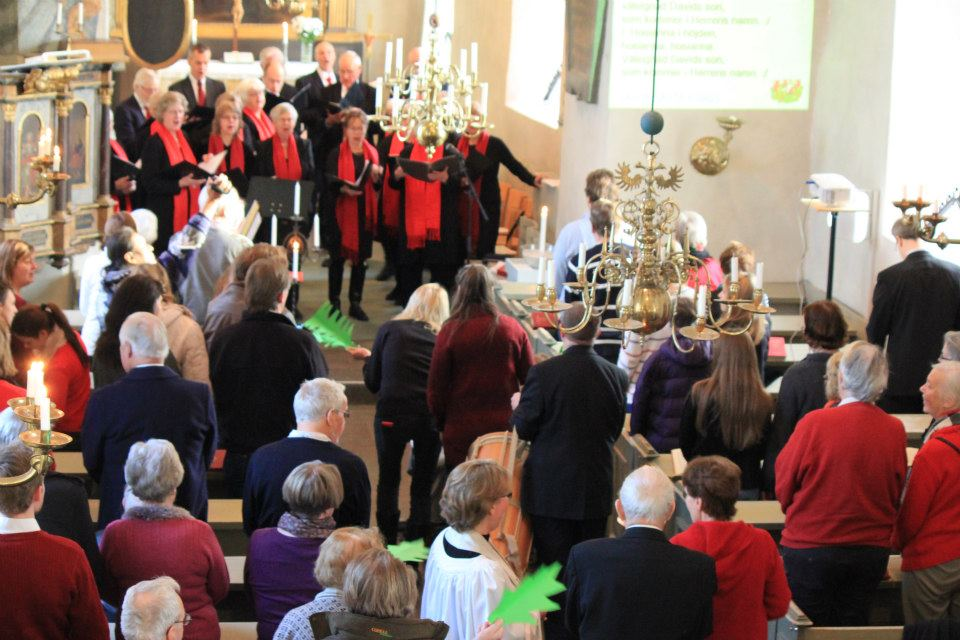
Gudstjänst i Järfälla kyrka, julen 2013.

Järfälla församling är en församling i Sollentuna kontrakt i Stockholms stift. Församlingen omfattar hela Järfälla kommun i Stockholms län och utgör ett eget pastorat.

## Administrativ historik
Församlingen har medeltida ursprung. Församlingen var mellan 1950 och 1 juni 1967 uppdelad i två kyrkobokföringsdistrikt: Järfälla norra kbfd (022301) och Järfälla södra kbfd (022302). 1992 delades församlingen upp i Viksjö, Kallhälls, Jakobsbergs och Barkarby församlingar, som alla 2010 återuppgick i en återbildad Järfälla församling. 
Församlingen utgjorde tidigt ett eget pastorat för att därefter till 1939 vara annexförsamling i pastoratet Spånga och Järfälla. Från 1939 till 1992 utgjorde församlingen ett eget pastorat, vilket den återbildade också är från 2010.

## Organister
| Ämbetstid | Namn                 | Levnadstid | Övrigt    |
| --------- | -------------------- | ---------- | --------- |
| 1954–1964 | Karl-Gustaf Gunneflo | 1924–2019  | Organist. |

## Kyrkobyggnader och begravningskapell
- Pilgrimskapellet (tidigare i Jakobsbergs församling)
- Järfälla kyrka (tidigare i Barkarby församling)
- Maria kyrka (tidigare i Jakobsbergs församling)
- Sankt Lukas kyrka (tidigare i Kallhälls församling)
- Viksjö kyrka (tidigare i Viksjö församling)